# Houornis caudatus
Houornis caudatus (Хоуорніс) — вид викопних енанціорнісових птахів, що мешкав в крейдяному періоді (120 млн років тому). Викопні рештки знайшли у відкладеннях формації Jiufotang поблизу міста Болучі у провінції Ляонін, Китай. Спочатку вид був віднесений до роду Cathayornis і названий Cathayornis caudatus, проте у 2015 році вид виділений в окремий рід.

## Опис
Це був дрібний птах з зубатим дзьобом та ногами,  що призначені для сидіння на деревах. 
Відомий лише по одному зразку, що під номером IVPP V10917 / 2, що зберігається у колекції Інституту палеонтології хребетних і палеоантропологія в Пекіні. 